# سي.تي. ويلسون
سي.تي. ويلسون هو سياسي أمريكي، ولد في 20 فبراير 1972 في ميزوري في الولايات المتحدة. نشط حزبياً في الحزب الديمقراطي. وقد انتخب عضو مجلس النواب لولاية ماريلند ‏.

## وصلات خارجية
- الموقع الرسمي